# Eyalet d'Herzégovine
1833–1851
Entités précédentes :
- Sandjak d'Herzégovine au sein du
 Pachalik de Bosnie

Entités suivantes :
- Sandjak d'Herzégovine au sein du
 Pachalik de Bosnie

L'eyalet d'Herzégovine (en turc ottoman : ایالت هرسك; Eyālet-i Hersek)  ou pachalik d'Herzégovine  (en bosnien : Hercegovački pašaluk) est une province de premier rang (eyalet, autrement appelé pachalik) de l'Empire ottoman qui a existé de 1833 à 1851 sous le vizir Ali Pacha Rizvanbegović, remplaçant une entité administrative de second rang, le sandjak d'Herzégovine. Il couvrait la région historique d'Herzégovine, dans le sud-est de la Bosnie-Herzégovine actuelle, avec des parties du Sandžak aujourd'hui rattachées au Monténégro et à la Serbie. La capitale de l'Herzégovine était la ville de Mostar.

## Histoire

### Le sandjak d'Herzégovine (1470-1833)

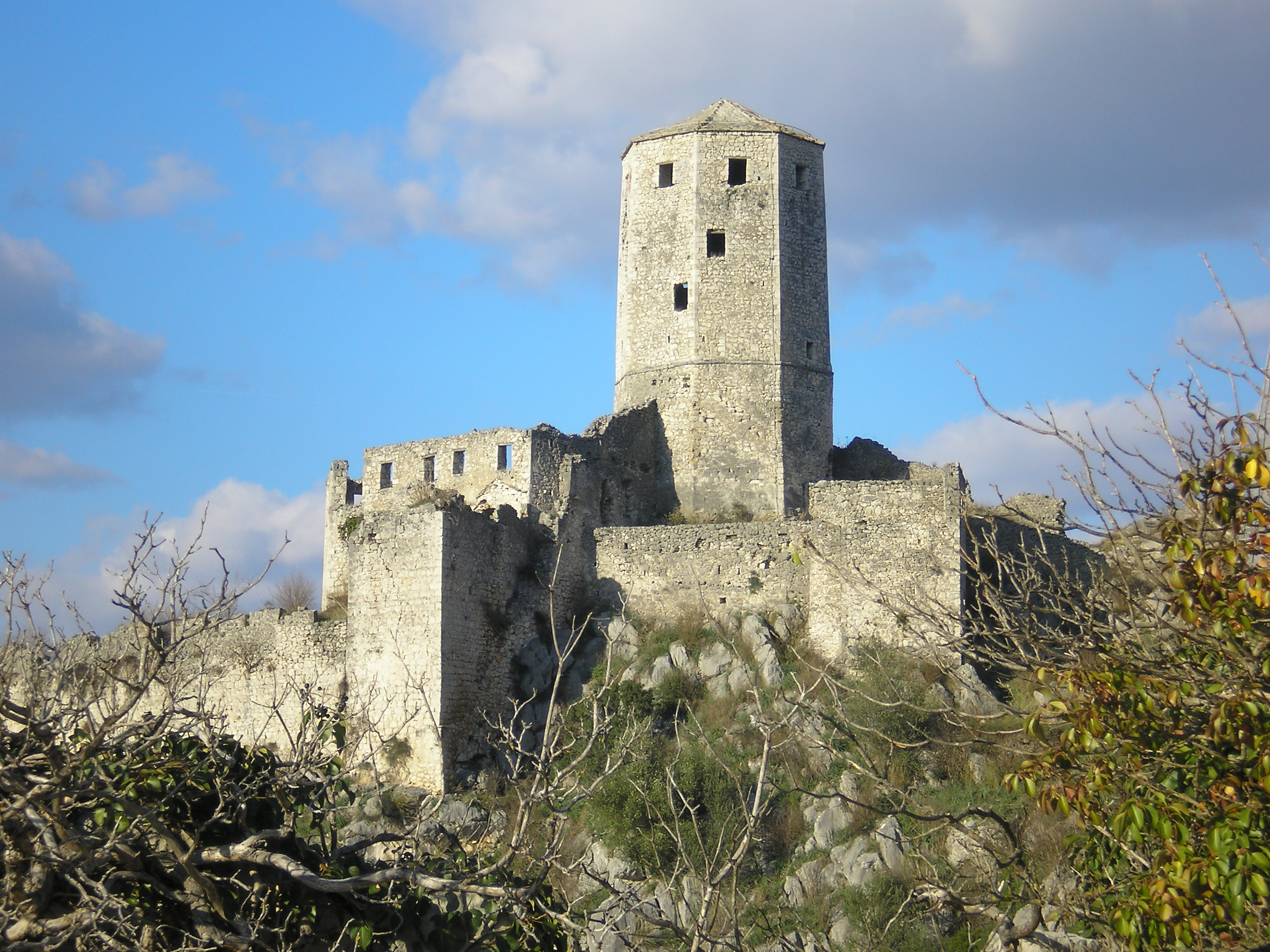
Forteresse de Počitelj (XVe siècle)

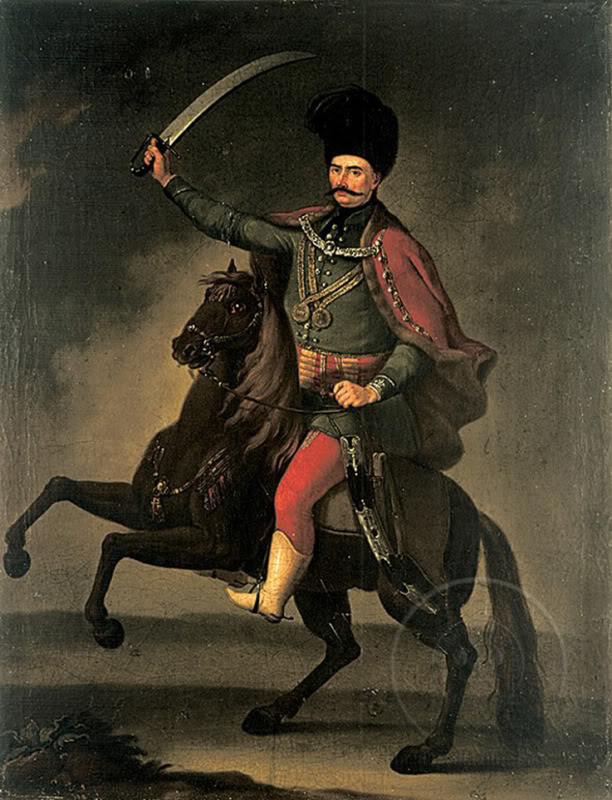
Bogić Vučković de Trebinje, tableau d'Arsa Teodorović, 1812

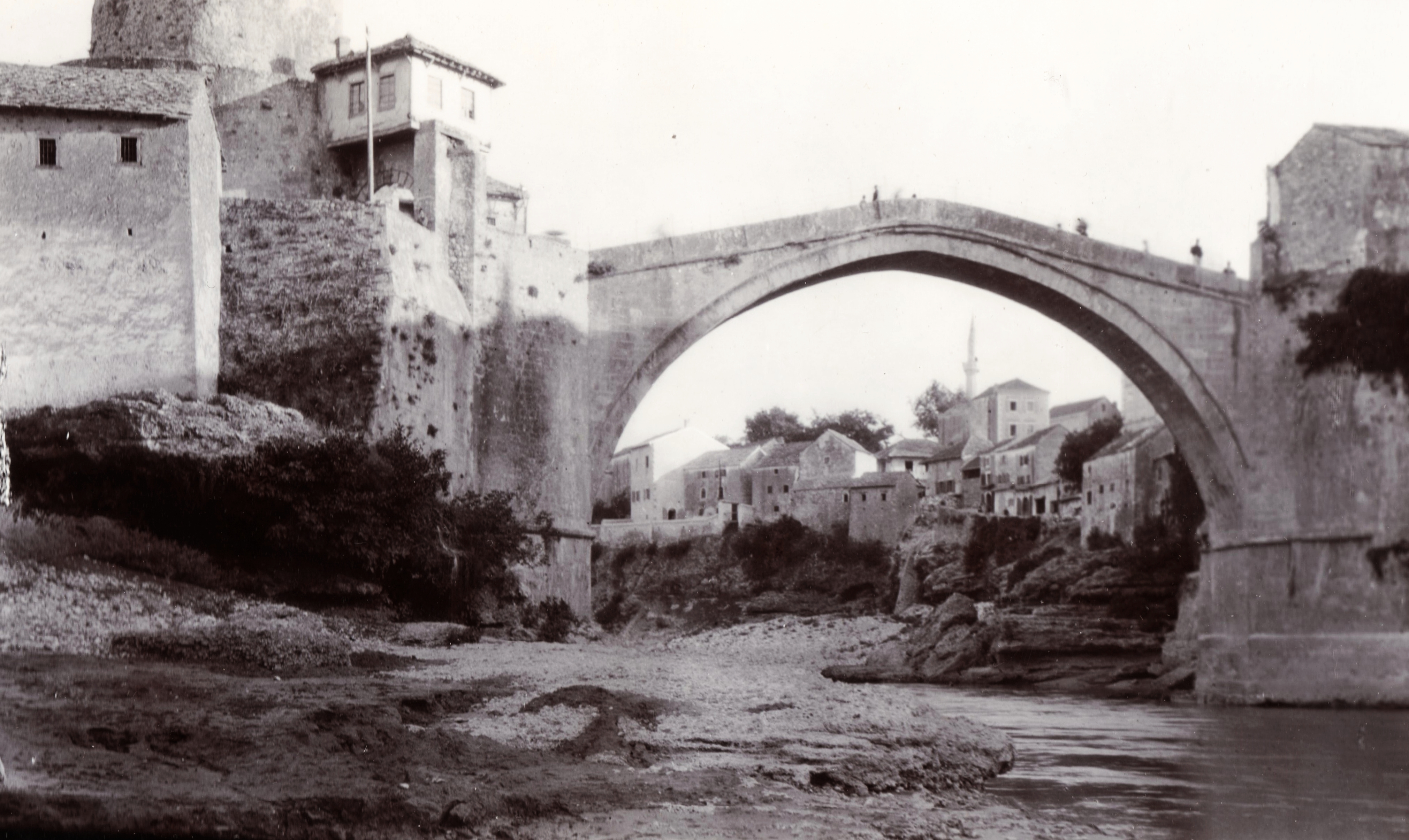
Mostar avec le vieux pont, photographie de 1903

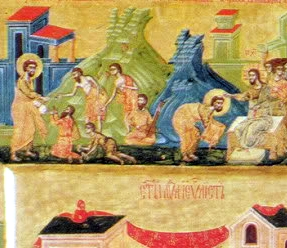
Icône de saint Luc au monastère de la Morača à Kolašin, 1672-1673

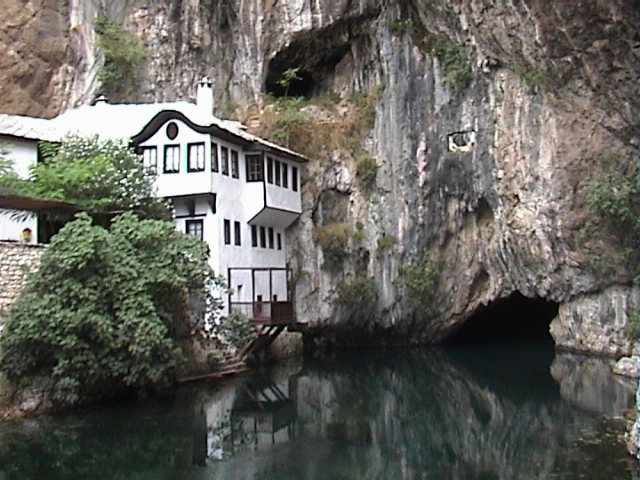
Source de la rivière Buna avec un tekke (couvent soufi) à Blagaj

Après la chute du royaume de Bosnie en 1463, l'Herzégovine est conquise par les forces ottomanes. Le « duc » (herceg) Stefan Vukčić doit fuir à Novi sur la mer Adriatique, où il meurt en 1466. 
En 1470, l'Herzégovine devient une subdivision administrative (sandjak) dépendant du pachalik de Roumélie qui comprend toutes les provinces ottomanes d'Europe. En 1580, le pachalik de Bosnie est séparé de celui de Roumélie : le sandjak d'Herzégovine (en), avec Foča puis Pljevlja pour capitale, est rattaché à la Bosnie. Le pont de Mostar est construit par un architecte ottoman en 1565.
L'Herzégovine est frontalière de la Dalmatie vénitienne et subit le contrecoup des guerres vénéto-ottomanes. Entre 1596 et 1612, Grdan (en), voïvode de Nikšić, conduit une
série de soulèvements contre les Ottomans (en). En 1737, Bogić Vučković (en) de Trebinje conduit une nouvelle révolte pendant la guerre austro-russo-turque de 1735-1739.
Au début du XIXe siècle, Mostar, chef-lieu du sandjak, est une petite ville prospère de 12 000 habitants, faiblement fortifiée, avec un artisanat de lames damasquinées. Elle est entourée de vergers et de vignes. Trebinje, 9 000 habitants, est entourée d'un terroir fertile qui produit du blé, du vin et de l'huile ; l'évêché catholique, en raison de conflits avec les musulmans locaux, a été transféré à Raguse. Prijepolje, 2 000 habitants, se trouve sur la route de Constantinople à Sarajevo.

### L'eyalet d'Herzégovine et sa dissolution (1833-1878)
En 1833, à la suite de la révolte de la Bosnie (en), le vizir Ali-pacha Rizvanbegović, originaire de Stolac en Herzégovine, obtient que sa région natale, qui n'avait pas pris part à la révolte, devienne une province séparée. Lui-même est désigné comme pacha (gouverneur) de cette province, l'eyalet d'Herzégovine. Après sa mort en 1851, l'Herzégovine réintègre le pachalik de Bosnie qui deviendra en 1867 le vilayet de Bosnie. Un vilayet d'Herzégovine existe de nouveau comme entité séparée de 1875 à 1877. En 1878, la Bosnie et l'Herzégovine passent sous l'administration austro-hongroise en Bosnie-Herzégovine.

## Subdivisions
La province comprenait les localités suivantes :
- Prijepolje
- Pljevlja (avec Kolašin)
- Čajniče
- Nevesinje
- Nikšić
- Ljubinje-Trebinje
- Stolac
- Počitelj
- Blagaj
- Mostar
- Županj-potok (Duvno)
- Une partie du caza de Konjic au sud de la rivière Neretva.